# Discreet Repeat
| Recensione              | Giudizio |
| ----------------------- | -------- |
| AllMusic                | [ 1 ]    |
| Dizionario del Pop-Rock | [ 2 ]    |
| 24.000 dischi           | [ 3 ]    |

Discreet Repeat è un doppio album discografico di raccolte di Ian Matthews, pubblicato dall'etichetta discografica Rockburgh Records nel 1980.

## Tracce
Lato A
1. Lonely Hunter – 4:44 (Ian Matthews, Tommy Nunes) – Tratto dall'album: Go for Broke (1976)
2. Knowing the Game – 2:33 (Ian Matthews) – Tratto dall'album: Journeys from Gospel Oak (1974)
3. Ol' 55 – 3:12 (Tom Waits) – Tratto dall'album: Some Days You Eat the Bear...and Some Days the Bear Eats You (1974)
4. Gimme an Inch Girl – 4:19 (Robert Palmer) – Tratto dall'album: Stealin' Home (1978)
5. Thro My Eyes – 2:34 (Ian Matthews) – Tratto dall'album: If You Saw Thro' My Eyes (1971)
6. Louise – 3:17 (Paul Siebel) – Tratto dall'album: In Search of Amelia Earhart (1972)
7. I'll Be Gone – 3:29 (Ian Matthews) – Tratto dall'album: Go for Broke (1976)

Lato B
1. Darkness Darkness – 4:52 (Jesse Colin Young) – Tratto dall'album: Go for Broke (1976)
2. I Don't Want to Talk About It – 3:48 (Danny Whitten) – Tratto dall'album: Some Days You Eat the Bear...and Some Days the Bear Eats You (1974)
3. Man in the Station – 3:55 (John Martyn) – Tratto dall'album: Stealin' Home (1978)
4. Da Doo Ron Ron – 2:10 (Phil Spector, Jeff Barry, Ellie Greenwich) – Tratto dall'album: Tigers Will Survive (1972)
5. Let There Be Blues – 3:59 (Ian Matthews) – Tratto dall'album: Stealin' Home (1978)
6. A Wailing Goodbye – 2:52 (Ian Matthews) – Tratto dall'album: Some Days You Eat the Bear...and Some Days the Bear Eats You (1974)
7. Bride 1945 – 3:07 (Paul Siebel) – Tratto dall'album: Journeys from Gospel Oak (1974)

Lato C
1. Just One Look – 2:58 (Ian Matthews, Jay Lacy) – Tratto dall'album: Hit and Run (1977)
2. Keep on Sailing – 4:38 (Ian Matthews) – Tratto dall'album: Valley Hi (1973)
3. Tribute to Hank Williams – 2:47 (Tim Hardin) – Tratto dall'album: Journeys from Gospel Oak (1974)
4. For the Second Time – 3:48 (Ian Matthews) – Tratto dall'album: In Search of Amelia Earhart (1972)
5. Biloxi – 4:18 (Jesse Winchester) – Tratto dall'album: Some Days You Eat the Bear...and Some Days the Bear Eats You (1974)
6. Hearts – 3:12 (Ian Matthews) – Tratto dall'album: If You Saw Thro' My Eyes (1971)
7. Carefully Taught – 0:59 (Oscar Hammerstein II, Richard Rodgers) – Tratto dall'album: Stealin' Home (1978)

Lato D
1. One Day without You – 3:53 (John Martyn) – Tratto dall'album: Hit and Run (1977)
2. Reno Nevada – 4:47 (Richard Fariña) – Tratto dall'album: If You Saw Thro' My Eyes (1971)
3. Met Her on a Plane – 3:33 (Jimmy Webb) – Tratto dall'album: Journeys from Gospel Oak (1974)
4. Midnight on the Water – 2:45 (Ian Matthews) – Tratto dall'album: Tigers Will Survive (1972)
5. Seven Bridges Road – 4:01 (Steve Young) – Tratto dall'album: Valley Hi (1973)
6. You Couldn't Lose – 3:35 (Ian Matthews) – Tratto dall'album: If You Saw Thro' My Eyes (1971)

## Musicisti
Lonely Hunter / I'll Be Gone / Darkness Darkness
- Ian Matthews - voce solista, chitarra elettrica
- Jay Lacy, Joel Tepp, Reggie Young, Harry Robinson - chitarra elettrica
- Jay Lacy, Johnny Christopher - chitarra acustica
- Steve Wood, David Briggs, Peter Wood, Glen Spreen - tastiere
- Shane Kiester - arp, mini moog
- Joel Tepp - harp
- Don Whaley, Norbert Putnam, Kenny Edwards, Mike Leech - basso
- Tris Imboden, Kenny Buttrey, Mike Porter - batteria, percussioni
- Muscle Shoals Horns:
- Harrison Calloway, Charles Rose, Harvey Thompson (solo in I'll Be Gone), Ronnie Eades - strumenti a fiato
- Glen Spreen - arrangiamento strumenti ad arco
- Norbert Putnam e Glen Spreen - produttori

Knowing the Game / Bride 1945 / Tribute to Hank Williams / Met Her on a Plane
- Ian Matthews - voce, chitarra
- Andy Roberts - chitarra acustica
- Jerry Donahue - chitarra elettrica, chitarra acustica
- Pat Donaldson - basso
- Timmy Donald - batteria
- Sandy Roberton - produttore

Ol' 55
- Ian Matthews - voce
- Jeffery Baxter - chitarra elettrica, chitarra acustica, chitarra pedal steel
- Michael Fontana - pianoforte
- David Dickey - basso
- Willie Leacox - batteria
- Ian Matthews - produttore

I Don't Want to Talk About It
- Ian Matthews - voce, chitarra acustica
- Steve Gillette - chitarra acustica
- Danny Weis - chitarra acustica solista
- Joel Tepp - armonica
- David Dickey - basso
- Willie Leacox - batteria
- Ian Matthews - produttore

A Wailing Goodbye
- Ian Matthews - voce, chitarra acustica
- Steve Gillette - chitarra acustica
- Danny Weis - chitarra elettrica
- Joel Tepp - armonica
- David Dickey - basso
- Willie Leacox - batteria
- Ian Matthews - produttore

Biloxi
- Ian Matthews - voce
- Steve Gillette - chitarra acustica
- David Lindley - chitarra lap steel
- David Barry - organo
- David Dickey - basso
- Willie Leacox - batteria
- Ian Matthews - produttore

Gimme an Inch Girl / Man in the Station / Let There Be Blues / Carefully Taught
- Ian Matthews - voce solista, arrangiamenti
- Bryn Haworth - chitarra elettrica, chitarra acustica, mandolino
- Phil Palmer - chitarra elettrica
- Pete Wingfield - tastiere
- Rick Kemp - basso
- Jim Russell - batteria
- Mel Collins - sassofono (brano: Let There Be Blues)
- Duffy Power - armonica (blues harp) (brano: Man in the Station)
- Simon Morton - percussioni
- Sandy Roberton e Ian Matthews - produttori

Thro My Eyes
- Iain Matthews - voce
- Sandy Denny - seconda voce, pianoforte
- Tim Renwick - chitarra elettrica
- Iain Matthews - produttore

Hearts
- Iain Matthews - voce
- Richard Thompson - chitarra elettrica
- Andy Roberts - chitarra acustica
- Sandy Denny - pianoforte
- Pat Donaldson - basso
- Gerry Conway - batteria
- Iain Matthews - produttore

Reno Nevada
- Iain Matthews - voce
- Richard Thompson - chitarra elettrica, chitarra acustica
- Tim Renwick - chitarra elettrica
- Andy Roberts - chitarra acustica
- Pat Donaldson - basso
- Gerry Conway - batteria
- Iain Matthews - produttore

You Couldn't Lose
- Iain Matthews - voce
- Richard Thompson - chitarra acustica
- Iain Matthews - produttore

Louise / For the Second Time
- Iain Matthews - voce, chitarra
- Andy Roberts - chitarra, accompagnamento vocale
- Bob Ronga - pianoforte
- Dave Richards - basso
- Timi Donald - batteria
- Sandy Roberton - produttore

Da Doo Ron Ron / Midnight on the Water
- Iain Matthews - voce
- Tim Remwick - chitarra
- Andy Roberts - chitarra
- Cal Batchelor - chitarra
- Ian Whitman - pianoforte
- Bob Ronga - pianoforte
- Woolfe J. Flywheel - accordion
- Ray Warleigh - sassofono alto
- Bruce Thomas - basso
- Timi Donald - batteria
- John Wilson - batteria
- Iain Matthews - produttore

Just One Look / One Day without You
- Ian Matthews - voce solista, chitarra ritmica
- Jay Lacy - chitarra solista, chitarra ritmica
- Charlie Harwood - tastiere, accompagnamento vocale, cori
- Steven Hooks - sassofono alto, sassofono tenore, sassofono soprano, flauto
- Don Whaley - basso, supporto vocale
- Tris Imboden - batteria, congas
- Nikolas K. Venet - produttore

Keep on Sailing / Seven Bridges Road
- Ian Matthews - voce, chitarra
- Jay Lacy - chitarra
- Bobby Warford - chitarra
- Michael Nesmith - chitarra
- O.J. Red Rhodes - chitarra steel, dobro
- David Berry - tastiere
- Byron Berline - fiddle
- Billy Graham - basso, fiddle
- Danny Lane - batteria
- Michael Nesmith - produttore